# 경기도국민안전체험관
경기도국민안전체험관(京機道 國民安全體驗館, Gyeonggi-do Public Safety Experience Center)은 안전체험교육을 운영하는 기관이다.

체험관장은 소방정으로 보한다.

## 조직
- 운영지원팀
- 체험기획팀
- 체험운영팀

## 연혁
- 2022년 3월 : 시범운영
- 2022년 4월 : 개관
- 2022년 5월 : 산업안전교육장 지정
- 2022년 12월 : 심폐소생술 일반인 교육기관 인증 취득

## 소관 사무
- 재난 및 안전사고 유형에 따른 예방, 대응 등에 관한 체험교육의 제공
- 안전의식 향상을 위한 체험교육 프로그램 개발 및 홍보, 전시에 관한 사항
- 체험교육 인력 양성 및 유관기관.단체 등과의 협력

## 같이 보기
- 대한민국 소방청
- 대한민국의 소방
- 소방관 계급